# Menkaouhor
Menkaouhor Kaiou (également connu sous le nom d'Ikauhor et en grec ancien sous le nom de Μεγχερῆς / menkherēs) est un pharaon égyptien de l'Ancien Empire. Il est le septième souverain de la Ve dynastie, il règne aux alentours de -2389 à -2381.
Menkaouhor règne peut-être pendant huit ou neuf ans, succédant au roi Niouserrê, et précédant Djedkarê Isési. Bien que Menkaouhor soit bien attesté par des sources historiques, peu d'objets de son règne ont survécu. Par conséquent, son lien de parenté avec son prédécesseur et son successeur n'est pas clair. Khentkaous III aurait été la mère de Menkaouhor, comme l’indiqueraient les preuves découvertes dans sa tombe en 2015.
Au-delà de la construction de monuments, la seule activité connue datant du règne de Menkaouhor est une expédition dans les mines de cuivre et de turquoise du Sinaï. Menkaouhor ordonne la construction d'un temple solaire, dernier temple de ce type construit sous cette dynastie, appelé Akhet-Rê, qui signifie « l'Horizon de Rê ». Ce temple solaire, connu pour les inscriptions trouvées dans les tombes de ses prêtres, n'a pas encore été localisé. Menkaouhor est enterré dans une petite pyramide à Saqqarah, que les anciens Égyptiens appelaient Netjer-Isut Menkaouhor, signifiant « Les lieux de culte du roi Menkaouhor sont divins ». Connue aujourd'hui sous le nom de Pyramide sans tête, la ruine avait été perdue sous les sables jusqu'à sa redécouverte en 2008.
La figure de Menkaouhor était au centre d'un culte funéraire jusqu'à la fin de l'Ancien Empire, avec au moins sept domaines agricoles produisant des biens pour les offrandes nécessaires. Le culte d'un Menkaouhor déifié, alors connu sous le titre de « Fort Seigneur des Deux Terres, Menkaouhor le Justifié » réapparaît pendant le Nouvel Empire, et dure au moins jusqu'à la XIXe dynastie, environ 1200 ans après sa mort.

## Famille
Du fait de la rareté des sources et du fait que, dans les titres portés par les membres de la famille royale, le souverain est souvent sous-entendu et non cité directement dans ceux-ci, il est difficile de reconstruire l'arbre généalogique de la famille royale de cette période. Ainsi, les relations liant Menkaouhor avec ses prédécesseurs et ses successeurs sont incertaines,.

### Ascendance
Une inscription découverte en 2008 dans le mastaba d'un certain Ouerkaourê mentionne Menkaouhor, fils aîné d'un roi anonyme, le roi étant très majoritairement sous-entendu dans ce genre d'inscription. L'inscription ne mentionne aucun attribut royal à ce Menkaouhor. Les égyptologues Hana Vymazalová et Filip Coppens suggèrent que cela pourrait se référer au futur pharaon Menkaouhor à une époque où il était encore prince. Si le roi Menkaouhor est bien le fils d'un roi, alors il est le fils, soit de Néferefrê, soit de Niouserrê.
L'identité de la mère de Menkaouhor est également incertaine. En janvier 2015, une équipe d'archéologues tchèques a découvert le tombeau de l'« épouse du roi » et de la « mère du roi », Khentkaous III, dans la nécropole entourant la pyramide de Néferefrê à Abousir. Des sceaux de terre dans la tombe indiquent que Khentkaous III a été enterrée sous le règne de Niouserrê. Comme la mère de Niouserrê est connue pour avoir été Khentkaous II, la découverte suggère qu'elle était la mère de Menkaouhor. La position de sa tombe près de la pyramide de Néferefrê pourrait indiquer qu'elle était l'épouse de ce roi et donc que Néferefrê était le père de Menkaouhor.

### Épouses
Il n'existe pas d'épouse attestée pour ce roi. Deux reines de cette époque sont possibles, en effet, les noms de leur royal époux respectif n'ont pas été retrouvés. Il s'agit de Khouit Ire et de Mérésânkh IV, (même si elles sont également considérées comme possibles épouses de Djedkarê Isési).

### Descendance
Djedkarê Isési est peut-être son fils, rien ne le prouve mais rien de le contredit non plus.
De plus, il est souvent considéré, sans certitude, que Mérésânkh IV est la mère des princes Isésiânkh et Kaemtjenent, même si, selon Michel Baud, ces deux personnages n'étaient sans doute pas liés à la famille royale. S'il s'agit bien de réels fils royaux, ce sont deux potentiels fils de Menkaouhor.

## Règne

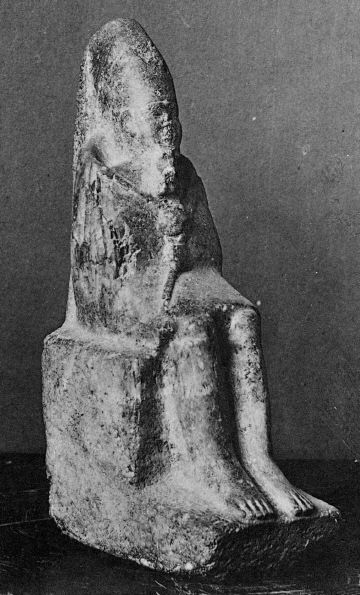
Statuette trouvée à Memphis représentant Menkaouhor paré des insignes royaux

Peu de sources mentionnent Menkaouhor parmi les découvertes faites sur les principaux sites de la Ve dynastie. De ce fait ce souverain est mal connu et peu étudié d'autant qu'il succède à Niouserrê et précède Djedkarê Isési dont les règnes brillants éclipsent quelque peu le sien.

### Durée de règne
Le papyrus de Turin lui accorde huit années de règne, durée de règne équivalente à celle que lui donne Manéthon qui le nomme Mercherês. Cette durée est acceptée par plusieurs égyptologues,,,. La petite statue assise de Menkaouhor portant la robe de la fête-Sed pourrait suggérer un règne plus long, puisque cette fête n'était généralement célébrée qu'après trente ans de règne d'un souverain. Cependant, l'égyptologue Hartwig Altenmüller juge cette hypothèse peu probable. De simples représentations du festival n'impliquent pas nécessairement un long règne ; par exemple, un relief montrant le pharaon Sahourê dans la tunique de la fête-Sed a été trouvé dans son temple mortuaire,, bien que des sources historiques et des preuves archéologiques suggèrent que Sahourê a dirigé l'Égypte pendant moins de quatorze années complètes,,.

### Activités
Une expédition dans les mines de cuivre et de turquoise au Ouadi Maghara dans le Sinaï est attestée par une grande inscription dédicatoire que le chef d'expédition fit inscrire au nom de son souverain, à l'instar des expéditions précédentes ou de celles qui auront lieu par la suite,,.
Lors des fouilles récentes du temple funéraire de Néferefrê à Abousir, les égyptologues tchèques ont mis au jour des empreintes de sceaux portant le cartouche du roi, preuve qu'il a assuré les cultes funéraires de ses ancêtres.

### Temple solaire

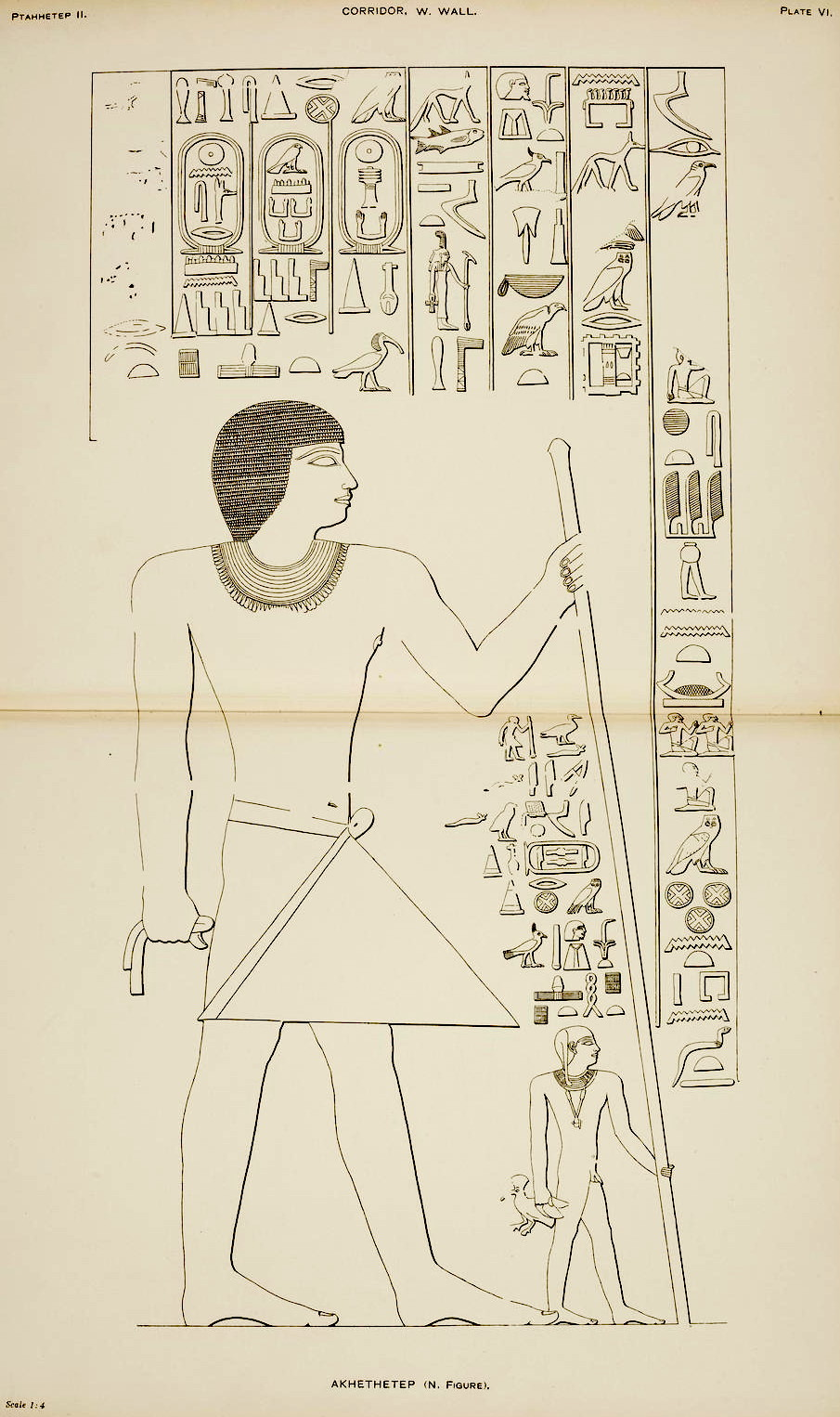
Relevé de la tombe d'Akhethétep à Saqqarah

Suivant une tradition qui a commencé avec Ouserkaf, le fondateur de la cinquième dynastie, Menkaouhor a construit un temple solaire au dieu du soleil Rê. Il fut le dernier pharaon à le faire. Ses successeurs, Djedkarê Isési et Ounas, abandonnèrent cette pratique, car le culte de Rê déclina au détriment de celui d'Osiris. Étant donné la rareté des documents relatifs au temple du soleil de Menkaouhor, il n'a probablement fonctionné que pendant une courte période ou n'a jamais été achevé,.
Le temple du soleil de Menkaouhor s'appelait Akhet-Rê, ce qui se traduit par « L'horizon de Rê » ou « L'endroit où Rê émet en avant »,. Le temple n'a pas encore été localisé et pourrait se trouver sous les sables de Saqqarah ou d'Abousir. Son existence est connue grâce aux inscriptions trouvées dans les tombes des fonctionnaires de la cinquième et de la sixième dynastie qui ont servi comme prêtres de Rê dans le temple,. Il s'agit notamment de Hemou, enterré à Gizeh, et de Neferiretptah et Raemankh, qui ont tous deux été enterrés à Saqqarah-nord. En plus de son service dans le temple Akhet-Rê, Neferireiretptah était prêtre dans la pyramide de Menkaouhor et occupait la fonction d'« ornement royal », le rendant responsable des objets précieux dans le palais du roi.
Les archives découvertes sur le site qui datent pour la plupart du règne de Djedkarê Isési successeur de Menkaouhor, mentionnent également l'existence du temple solaire du roi. Outre ces attestations, un seul sceau portant le nom du temple Akhet-Rê est connu de la tombe de la princesse Khâmerernebti, située près du temple mortuaire de Niouserrê à Abousir. Le sceau a été apposé sur un grand navire indiquant que des provisions pour les tombes des membres de la famille royale ont été envoyées du temple de Menkaouhor au complexe pyramidal de Niouserrê.
Ces temples si particuliers à la Ve dynastie étaient intimement liés au fonctionnement du culte funéraire du roi qui était rendu dans le temple de sa pyramide. Comme elle, il faut probablement chercher ses ruines sous les sables du désert entre Saqqarah et Abou Ghorab.

### Représentations
On ne connaît pas de représentations du roi contemporaines de son règne en dehors d'une statuette découverte dans le grand temple de Ptah de Memphis parmi un ensemble de sculptures royales provenant sans doute d'une partie du sanctuaire dédiée aux souverains du pays. Cette statuette le représente assis sur un trône tenant les sceptres de la royauté, coiffé de la couronne blanche la hedjet, et vêtu du manteau jubilaire caractéristique des cérémonies liées au renouvellement du couronnement, la fête-Sed.

### Personnages contemporains
On connaît plusieurs dignitaires de la dynastie qui sont d'ailleurs rattachés à son culte funéraire ou encore à celui de son temple solaire mais qui ne sont pas tous contemporains du règne de Menkaouhor :
- Hemou, prêtre de Niouserrê et du temple solaire de Menkaouhor, dont le mastaba situé dans la nécropole de Gizeh (G 8492) a livré un relief représentant le défilé des domaines qui sont rattachés au culte funéraire du dignitaire. Parmi ces figures allégoriques, on trouve une représentation d'un des domaines funéraires de Menkaouhor. Ce relief est exposé aujourd'hui au Musée royal d'art et d'histoire de Bruxelles.
- Kaemânkh, inspecteur ou administrateur du Trésor, prophète de Rê du temple solaire de Menkaouhor, prêtre de la pyramide de Menkaouhor, dont le mastaba est aussi à Gizeh (G 7211).
- Ptahhotep, vizir, juge, directeur des prêtres des pyramides de Niouserrê, Menkaouhor et Djedkarê Isési, dont le mastaba est à Saqqarah[38].
- Akhethétep, vizir, juge, inspecteur des villes de pyramides et directeur des prêtres des pyramides de Niouserrê, Menkaouhor et Djedkarê Isési qui possède son mastaba à côté de celui de Ptahhotep à Saqqarah[39].
- Ti, magistrat, célèbre pour son mastaba à Saqqarah. Il assuma plusieurs fonctions administratives et cléricale dont celle de prêtre de Rê dans le temple solaire de Menkaouhor[40].
- Ânkhmarê, prêtre des pyramides de Néferefrê et de Menkaouhor, sous le règne duquel il vécut probablement. Son mastaba découvert à Saqqarah possédait un ensemble de chambres destinées à son culte funéraire[note 9] et qui a livré la stèle fausse porte du prêtre[41].
- Senedjemib Mehi, vizir sous le règne d'Ounas, dont le mastaba à Gizeh donne une liste des souverains de la Ve dynastie figurant sous la forme d'une procession des domaines funéraires rattachés au culte funéraire du vizir. Menkaouhor y apparaît après les domaines funéraires de Sahourê et de Néferirkarê Kakaï[42],[43].

D'autres lui sont contemporains, mais ne citent pas le souverain dans leur tombe :
- Sechemnéfer III, vizir, dont le mastaba (G 5170) se trouve également à Gizeh, exerça sa charge jusqu'au règne de Djedkarê Isési.
- Khnoumhotep et Niânkhkhnoum, prêtres du temple solaire de Niouserrê, dont le mastaba double de Saqqarah est célèbre pour les reliefs et peintures qu'il contient. Contemporains de la fin du règne de Niouserrê ils ont probablement continué leurs fonctions sous le règne de Menkaouhor.
- Nikanisout (G 2156) prêtre de Maât, prêtre du culte de Khéops, qui exerça sous les règnes de Niouserrê et Djedkarê Isési mais ne mentionne pas Menkaouhor.
- Néferbauptah, prêtre pur du roi et prêtre du culte de Khéops, contemporain du précédent qui ne mentionne pas non plus le règne de Menkaouhor dans son mastaba de Gizeh (G 6010).

## Sépulture
Il se fait bâtir une pyramide nommée les lieux de culte du roi Menkaouhor sont divins, à Saqqarah nord que son successeur Djedkarê Isési a probablement achevée.
Pendant longtemps, son emplacement exact resta incertain. Certaines hypothèses plaçaient sa pyramide à Dahchour nord tandis que d'autres identifiaient la pyramide ruinée de Saqqarah nord, située non loin de celle de Téti comme étant le monument funéraire de Menkaouhor.
Cette dernière hypothèse semblait crédible pour plusieurs raisons. Un culte de Menkaouhor existe dans cette partie de la nécropole memphite et ce jusqu'au Nouvel Empire. Lorsque Téti choisit l'emplacement de sa propre pyramide à Saqqarah, la chaussée de son temple funéraire est déviée de l'axe principal du monument. La seule raison d'une telle modification du plan du complexe ne peut être que la présence d'un monument antérieur, monument qui ne pouvait être détruit ou comblé afin de respecter l'axe central. Le seul monument d'importance dans ces environs est la pyramide ruinée appelée communément la pyramide décapitée,.
Enfin, le plan même de ce complexe bien que très ruiné est tout à fait semblable à celui des complexes funéraires royaux de la dynastie, y compris les dimensions de la pyramide elle-même identiques à celles de la Pyramide de Djedkarê Isési (hauteur : 52,50 m ; base : 78,75 m). De plus cette pyramide restée anépigraphe ne contient aucun textes des pyramides qui, à dater du règne d'Ounas deuxième successeur de Menkaouhor, figureront systématiquement dans les caveaux royaux. L'ensemble de ces indices semblait donc conforter l'identification de cette pyramide avec la tombe de Menkaouhor.
Cette hypothèse est confirmée en 2008 par la redécouverte de la pyramide XXIX de la liste de Lepsius. Zahi Hawass attribue à présent formellement cette sépulture au roi Menkaouhor,.

## Culte funéraire

### Ancien Empire
Après sa mort, Menkaouhor jouit d'un culte funéraire centré sur son complexe pyramidal. Le culte dura au moins jusqu'à la seconde moitié de la VIe dynastie, près de cent-cinquante ans plus tard. Les provisions pour ce culte ont été produites dans des domaines agricoles dédiés qui ont été établis du vivant de Menkaouhor. Les produits de ces domaines étaient livrés aux temples solaires et mortuaires de Menkaouhor et distribués aux prêtres du culte, qui pouvaient les utiliser pour leur subsistance ou pour leurs propres cultes funéraires. Des représentations personnifiées des domaines agricoles de Menkaouhor sont représentées apportant des offrandes sur les murs des mastabas de ces prêtres. La plupart des représentations sont situées au nord de Saqqarah, près du complexe pyramidal de Djéser. Cette zone comprend les tombes de Neferiretptah, Raemankh, Douarê, Iti, Sekhemnefer, Snofrunefer, Akhethétep, Ptahhotep et Qednes, tous prêtres du culte funéraire de Menkaouhor. D'autres tombes de prêtres de ce culte se trouvent plus au nord, à Abousir-Sud, avec le mastaba d'Isesiseneb et Rahotep et à Gizeh.
Les noms complets d'au moins sept domaines de Menkaouhor sont connus : Ikauhor est parfait en faveur et la faveur d'Ikauhor, toutes deux mentionnées dans les tombes de Ptahhotep et d'Akhethétep ; Ikauhor est parfait de vie, du tombeau de Ptahhotep II ; Horus Qemaa fait vivre Ikauhor ; Ikauhor est fort ; Seshat aime Ikauhor et Matyt aime Ikauhor, des tombes des vizirs Senedjemib Inti, Senedjemib Mehi et Hemou de Gizeh. De plus, le domaine Ḥwt du roi, qui comprend les possessions foncières du temple mortuaire de Menkaouhor, a été nommé Menkaouhor est parfait des apparences,,.

### Nouvel Empire

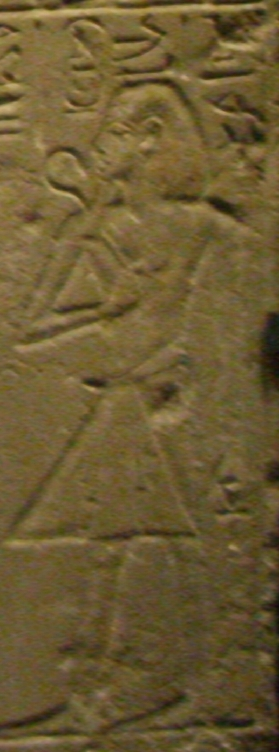
Relief du Nouvel Empire représentant Menkaouhor divinisé à Saqqarah

Le culte de Menkaouhor a connu un renouveau pendant la période du Nouvel Empire,. À ce moment, Menkaouhor a été déifié comme un dieu local de la nécropole de Saqqarah agissant comme intercesseur divin, et qualifié de Fort Seigneur des Deux Terres, Menkaouhor le Justifié,. Ce culte est attesté par des reliefs représentant Menkaouhor dans les tombes du chef des artisans et bijoutiers Ameneminet et du médecin Thuthu à Saqqarah-Nord, qui vivaient à l'époque de la fin de la XVIIIe dynastie, sous le règne de Toutânkhamon, Aÿ et Horemheb.
Un bloc inscrit datant de la période ramesside plus tardive et se trouvant aujourd'hui au Musée égyptien de Berlin, a été découvert par Lepsius dans une maison à Abousir et montre Menkaouhor intronisé aux côtés de quatre autres rois déifiés de l'Ancien Empire : le premier nom, partiellement perdu mais probablement Snéfrou est ensuite suivi par Djédefrê, Mykérinos, Menkaouhor et enfin Pépi II. Le propriétaire du tombeau se tient devant les rois, en adoration. Un autre relief datant de la même période montre une scène similaire. Il était inscrit sur le linteau de la chapelle funéraire de Mahy enterrée à Saqqarah-Nord. Quatre rois déifiés de l'Ancien Empire sont représentés, qui ont tous construit leurs pyramides à Saqqarah : Djéser, Téti, Ouserkaf et Menkaouhor.